# Utapau
Utapau is een dorre planeet in de Star Wars-saga en is te zien in Star Wars: Episode III: Revenge of the Sith. Utapau bevindt zich in de "Outer Rim" (de Buitenste Ring). Het is de thuisplaneet van de lange mensachtige Utapauns en de kleine Utai dat niet tot de Galactische Republiek behoort, maar neutraal is in de Kloonoorlogen.
De planeet is voornamelijk herkenbaar aan haar woestijnklimaat: grote delen van de planeet bestaan uit dorre zandvlaktes. In grote kraters en canyon's in de aarde hebben de bewoners van Utapau grote steden uitgehakt in de rotsen, waar ze een geheim bestaan leidden.
Aan het einde van de Kloonoorlogen wordt deze rust echter verstoord: Generaal Grievous vlucht met de leiders van de Separatisten naar Utapau, samen met een sterk leger bestaande uit de Magna Guard (Grievous persoonlijke lijfwachten), de Battle Droid en de Super Battle Droid. De Jedi Obi-Wan Kenobi volgt Grievous echter en weet hem met hulp van een leger kloontroopers te verslaan in een lichtzwaardduel. Kenobi weet de cyborg-generaal echter definitief uit te schakelen met een geweer van een van de Battle Droids. Wanneer Bevel 66 wordt uitgeroepen door Kanselier Palpatine, worden alle Jedi gezien als vijanden van de Galactische Republiek. De Clone Troopers onder leiding van Commandant Cody hebben dan geen andere keus dan het uitschakelen van Generaal Obi-Wan Kenobi. Deze oorlog op Utapau staat bekend als de Slag om Utapau.
Nadat de Droids vanaf de lavaplaneet Mustafar zijn gedeactiveerd door de Sith Leerling Darth Vader keert de vrede terug op Utapau. Het is niet bekend of de planeet later door het Galactisch Keizerrijk van Darth Sidious is ingenomen of dat het haar neutraliteit behield.